# Петренко, Артём Александрович
Артём Александрович Петренко (18 февраля 1986 года) — российский футболист, полузащитник.
Основную часть карьеры провёл в российских клубах в низших дивизионах. В 2005—2007 годах играл за молдавский «Нистру», а в 2013 году некоторое время выступал за таджикистанский «Истиклол».